# Caesalpinia angolensis
Caesalpinia angolensis là một loài thực vật có hoa trong họ Đậu. Loài này được (Oliv.) Herend. & Zarucchi miêu tả khoa học đầu tiên.